# (523746) 2014 UT114)
2014 UT114, também escrito como 2014 UT114, é um corpo celeste que é classificado como um centauro. Ele possui uma magnitude absoluta de 8,5 e tem um diâmetro estimado de cerca de 88 km.

## Descoberta
2014 UT114 foi descoberto no dia 22 de outubro de 2014 pelo Mt. Lemmon Survey.

## Órbita
A órbita de 2014 UT114 tem uma excentricidade de 0,456 e possui um semieixo maior de 31,033 UA. O seu periélio leva o mesmo a uma distância de 16,872 UA em relação ao Sol e seu afélio a 45,195 UA.